# Ingegerd Lindfeldt
Ingegerd Lindfeldt, född 29 augusti 1934, död 5 mars 1999, var en svensk simmare som under tidigt 1950-tal var en av Sveriges främsta i frisim.
Åren 1952, 1953 och 1956 blev hon svensk mästare i lagkapp 4x100 meter frisim för SK Neptun tillsammans med bland andra Ingegärd Fredin, Maud Berglund och Marianne Lundquist. 
Ingegerd Lindfeldt blev även svensk mästare för samma klubb 1953, 1954, 1956 och 1957 på den då nyintroducerade sprintdistansen 4x50 meter frisim, nu i ett lag där Ingegärd Fredin ersatts med Ulla-Britt Eklund. Ingegerd Lindfeldt ingick i det lagkappslag, som 1952 satte svenskt rekord på 4x100 meter frisim med tiden 4.37,2 minuter.